# Mazda Scrum
Le Mazda Scrum autrefois connu sous le nom d'Autozam Scrum, est un kei truck vendu exclusivement au Japon par le constructeur automobile Mazda. Faisant à l'origine partie de la marque Autozam, il a été introduit pour la première fois en juin 1989. Mazda vend toujours le Scrum sous son propre nom.
Une version monospace appelée le Scrum Wagon a été introduit en 2000, tandis que la camionnette a été mise à jour.